# Gola (przystanek kolejowy)
Gola – kolejowy przystanek osobowy w Goli, w gminie Gostyń, w powiecie gostyńskim, w województwie wielkopolskim, w Polsce. Został ukończony w dniu 1 października 1888 roku razem z linią z Jarocina do Kąkolewa. W grudniu 2011 roku na tym odcinku został zawieszony ruch pasażerski.